# Damián Pizarro
Damián Nicolás Pizarro Huenuqueo (Santiago, Chile, 28 de marzo de 2005) es un futbolista profesional chileno que juega como centrodelantero en Udinese, de la Serie A de Italia.

## Trayectoria
Oriundo de Santiago, se unió a las divisiones inferiores de Universidad de Chile, cuando a fines de 2019 en un partido por la categoría sub-14 ante Colo-Colo marcó dos goles, llamando la atención del jefe de cadetes colocolino Ariel Paolossi.
En diciembre de 2019, tras no ser considerado por Universidad de Chile para un torneo juvenil en la ciudad de Córdoba, su padre le informó a un funcionario de Colo Colo que no había asistido a dicho torneo por conflictos con su equipo, por lo que pidió una prueba en Colo Colo. En dicha prueba le bastaron 10 minutos para pasar a formar parte de sus divisiones inferiores.
Tras un brote de COVID-19 en el plantel de Colo Colo en octubre de 2021, debieron utilizar juveniles para enfrentar a Audax Italiano en partido válido por el torneo nacional, permitiendo el debut oficial de Pizarro, que dejó buenas sensaciones en la derrota 0:2 sufrida por su equipo.
Su nivel lo llevó a formar parte de la pretemporada 2022 de Colo Colo en Buenos Aires. Para la temporada 2023, tras la baja por lesión de Leandro Benegas, es citado para el partido ante Cobresal, donde ingresa desde la banca, marcando el descuento en la derrota 1:3.
Tras sus buenas actuaciones con el primer equipo, fue elogiado por su entrenador Gustavo Quinteros, quien dijo que el jugador no tenía límites en cuanto a su potencial. Se mantuvo como titular en Colo Colo y sus actuaciones generaron críticas positivas, entre ellos la derrota por 0:2 ante Boca Juniors en partido válido por la Copa Libertadores 2023. Pese a sus buenas actuaciones, se vio afectado por un largo período son goles, sin marcar en 8 partidos seguidos, por lo que Quinteros lo movió a jugar por la punta derecha, siendo reemplazado en su posición por Carlos Palacios.
En enero de 2024, fue anunciado su fichaje por Udinese de la Serie A de Italia, la que se hizo efectivo durante el segundo semestre del año. En julio de 2024, fue presentado oficialmente como nuevo jugador del equipo italiano.

## Selección nacional

### Selecciones menores
Fue convocado por el entrenador Eduardo Berizzo para ser parte de la selección chilena sub-23, para participar en los Juegos Panamericanos de 2023, debutando ante México el 23 de octubre, jugando los 90 minutos de juego como centrodelantero, asistiendo a Maximiliano Guerrero para el 1 a 0, resultado que se mantendría hasta el final.
Fue convocado por el entrenador Nicolás Córdova para ser parte de la selección chilena sub-20, para participar en el Campeonato Sudamericano de Fútbol Sub-20 de 2025, disputó todos los partidos, en donde no logró anotar goles ni aportar asistencias, siendo blanco de criticas por su nivel y por las multiples ocasiones de gol desperdiciadas durante el torneo.

### Participaciones en Juegos
| Competición               | Sede     | Resultado        | Partidos | Goles | Asist. |
| ------------------------- | -------- | ---------------- | -------- | ----- | ------ |
| Juegos Panamericanos 2023 | Santiago | Medalla de plata | 5        | 0     | 2      |

#### Detalles de partidos
| Partidos internacionales con Selección Chilena Sub-23 | Partidos internacionales con Selección Chilena Sub-23 | Partidos internacionales con Selección Chilena Sub-23 | Partidos internacionales con Selección Chilena Sub-23 | Partidos internacionales con Selección Chilena Sub-23 | Partidos internacionales con Selección Chilena Sub-23 | Partidos internacionales con Selección Chilena Sub-23 | Partidos internacionales con Selección Chilena Sub-23 | Partidos internacionales con Selección Chilena Sub-23 |
| N.º                                                   | Fecha                                                 | Estadio                                               | Local                                                 | Resultado                                             | Visitante                                             | Goles                                                 | Asist.                                                | Competición                                           |
| ----------------------------------------------------- | ----------------------------------------------------- | ----------------------------------------------------- | ----------------------------------------------------- | ----------------------------------------------------- | ----------------------------------------------------- | ----------------------------------------------------- | ----------------------------------------------------- | ----------------------------------------------------- |
| 1                                                     | 23-10-2023                                            | Estadio Sausalito, Viña del Mar, Chile                | Chile                                                 | 1-0                                                   | México                                                |                                                       | 28' a Maximiliano Guerrero                            | Juegos Panamericanos 2023                             |
| 2                                                     | 26-10-2023                                            | Estadio Elías Figueroa, Valparaíso, Chile             | Chile                                                 | 1-0                                                   | Uruguay                                               |                                                       |                                                       | Juegos Panamericanos 2023                             |
| 3                                                     | 29-10-2023                                            | Estadio Sausalito, Viña del Mar, Chile                | Chile                                                 | 5-0                                                   | República Dominicana                                  |                                                       |                                                       | Juegos Panamericanos 2023                             |
| 4                                                     | 01-11-2023                                            | Estadio Elías Figueroa, Valparaíso, Chile             | Chile                                                 | 1-0                                                   | Estados Unidos                                        |                                                       |                                                       | Juegos Panamericanos 2023                             |
| 5                                                     | 04-11-2023                                            | Estadio Sausalito, Viña del Mar, Chile                | Chile                                                 | 1-1 (t. s.) 2-4p                                      | Brasil                                                |                                                       | 42' a Maximiliano Guerrero                            | Juegos Panamericanos 2023                             |
| Total                                                 | Total                                                 | Total                                                 | Presencias                                            | 5                                                     | Goles                                                 | 0                                                     | 2                                                     |                                                       |

### Partidos internacionales
Actualizado hasta el 16 de noviembre de 2023.
| Partidos internacionales | Partidos internacionales | Partidos internacionales            | Partidos internacionales | Partidos internacionales | Partidos internacionales | Partidos internacionales | Partidos internacionales | Partidos internacionales | Partidos internacionales        |
| N.º                      | Fecha                    | Estadio                             | Local                    | Resultado                | Visitante                | Goles                    | Asistencias              | DT                       | Competición                     |
| ------------------------ | ------------------------ | ----------------------------------- | ------------------------ | ------------------------ | ------------------------ | ------------------------ | ------------------------ | ------------------------ | ------------------------------- |
| 1                        | 16 de noviembre de 2023  | Estadio Monumental, Santiago, Chile | Chile                    | 0-0                      | Paraguay                 |                          |                          | Eduardo Berizzo          | Clasificatorias Sudamérica 2026 |
| Total                    | Total                    | Total                               | Presencias               | 1                        | Goles                    | 0                        | 0                        |                          |                                 |

| Selección chilena | Selección chilena | Selección chilena |
| Año               | Partidos          | Goles             |
| ----------------- | ----------------- | ----------------- |
| 2023              | 1                 | 0                 |
| Total             | 1                 | 0                 |

## Estadísticas

### Clubes
| Club                    | Div.                | Temporada           | Liga  | Liga  | Liga   | Copas nacionales | Copas nacionales | Copas nacionales | Torneos internacionales | Torneos internacionales | Torneos internacionales | Total | Total | Total  |
| Club                    | Div.                | Temporada           | Part. | Goles | Asist. | Part.            | Goles            | Asist.           | Part.                   | Goles                   | Asist.                  | Part. | Goles | Asist. |
| ----------------------- | ------------------- | ------------------- | ----- | ----- | ------ | ---------------- | ---------------- | ---------------- | ----------------------- | ----------------------- | ----------------------- | ----- | ----- | ------ |
| Colo-Colo · Chile       | 1.ª                 | 2021                | 1     | 0     | 0      | —                | —                | —                | —                       | —                       | —                       | 1     | 0     | 0      |
| Colo-Colo · Chile       | 1.ª                 | 2022                | —     | —     | —      | —                | —                | —                | —                       | —                       | —                       | 0     | 0     | 0      |
| Colo-Colo · Chile       | 1.ª                 | 2023                | 22    | 6     | 4      | 7                | 1                | 3                | 8                       | 0                       | 0                       | 37    | 7     | 7      |
| Colo-Colo · Chile       | 1.ª                 | 2024                | 13    | 5     | 1      | 0                | 0                | 0                | 7                       | 0                       | 0                       | 20    | 5     | 1      |
| Colo-Colo · Chile       | Total club          | Total club          | 36    | 11    | 5      | 7                | 1                | 3                | 15                      | 0                       | 0                       | 58    | 12    | 8      |
| Udinese Calcio · Italia | 1.ª                 | 2024-25             | 2     | 0     | 0      | 1                | 0                | 0                | —                       | —                       | —                       | 3     | 0     | 0      |
| Udinese Calcio · Italia | Total club          | Total club          | 2     | 0     | 0      | 1                | 0                | 0                | 0                       | 0                       | 0                       | 3     | 0     | 0      |
| Total en su carrera     | Total en su carrera | Total en su carrera | 38    | 11    | 5      | 8                | 1                | 3                | 15                      | 0                       | 0                       | 61    | 12    | 8      |
| 1. 2. 3.                |                     |                     |       |       |        |                  |                  |                  |                         |                         |                         |       |       |        |

### Selecciones
| Selección      | Temporada     | Amistosos | Amistosos | Amistosos | Sudamérica | Sudamérica | Sudamérica | Mundial | Mundial | Mundial | Total | Total | Total  |
| Selección      | Temporada     | Part.     | Goles     | Asist.    | Part.      | Goles      | Asist.     | Part.   | Goles   | Asist.  | Part. | Goles | Asist. |
| -------------- | ------------- | --------- | --------- | --------- | ---------- | ---------- | ---------- | ------- | ------- | ------- | ----- | ----- | ------ |
| Sub-23 · Chile | 2023          | 1         | 1         | 0         | 5          | 0          | 2          | —       | —       | —       | 6     | 1     | 2      |
| Sub-23 · Chile | 2024          | 0         | 0         | 0         | 1          | 0          | 0          | —       | —       | —       | 1     | 0     | 0      |
| Sub-23 · Chile | Total         | 1         | 1         | 0         | 6          | 0          | 2          | 0       | 0       | 0       | 7     | 1     | 2      |
| Adulta · Chile | 2023          | —         | —         | —         | 1          | 0          | 0          | —       | —       | —       | 1     | 0     | 0      |
| Adulta · Chile | Total         | 0         | 0         | 0         | 1          | 0          | 0          | 0       | 0       | 0       | 1     | 0     | 0      |
| Total carrera  | Total carrera | 1         | 1         | 0         | 7          | 0          | 2          | 0       | 0       | 0       | 8     | 1     | 2      |
| 1.             |               |           |           |           |            |            |            |         |         |         |       |       |        |

## Palmarés

### Títulos nacionales
| Título             | Equipo             | País  | Año  |
| ------------------ | ------------------ | ----- | ---- |
| Copa Chile         | C. S. D. Colo-Colo | Chile | 2023 |
| Primera División   | C. S. D. Colo-Colo | Chile | 2024 |
| Supercopa de Chile | C. S. D. Colo-Colo | Chile | 2024 |

### Resumen estadístico
| Competición               | Partidos | Goles | Asistencias |
| ------------------------- | -------- | ----- | ----------- |
| Primera División de Chile | 35       | 11    | 5           |
| Copa Chile                | 7        | 1     | 3           |
| Copa Libertadores         | 13       | 0     | 0           |
| Copa Sudamericana         | 2        | 0     | 0           |
| Selección sub-23          | 7        | 1     | 2           |
| Selección adulta          | 1        | 0     | 0           |
| Total                     | 65       | 13    | 10          |